# Reacción de Baudisch
La reacción de Baudisch es una reacción orgánica que consiste en la obtención de o-nitrosofenoles a partir de benceno o fenol en una solución acuosa que contiene clorhidrato de hidroxilamina y peróxido de hidrógeno. Si al producto se le añade un ion cúprico (Cu+2), se obtiene su correspondiente complejo de coordinación.  Estos complejos son utilizados en la fabricación de colorantes. La reacción fue descubierta por Baudish en 1939 y desarrollado por Cronheim.

## Otras referencias
- Baudisch et al., Naturwissenschaften 27, 768, 769 (1939)
- Baudisch et al.,Science 92, 336 (1940)
- Baudisch et al.,J. Am. Chem. Soc. 63, 622 (1941)
- G. Cronheim J. Org. Chem. 12, 1, 7, 20 (1947)
- Konecny, J. Am. Chem. Soc. 77, 5748 (1955)
- Tanimoto,  Bulletin of the Chemical Society of Japan 43, 149 - 172 (1970)
- Maruyama et al., Tettahedron Letters 1966, 5889.